# 三木谷浩史
三木谷 浩史（みきたに ひろし、1965年〈昭和40年〉3月11日 - ）は、日本の実業家、慈善活動家。楽天グループの創業者であり、代表取締役会長兼社長。兵庫県神戸市出身。親族に著名人が多くいる裕福な家系に生まれ、後に楽天を創設した。
新経済連盟代表理事、プロ野球・東北楽天ゴールデンイーグルス会長兼球団オーナー、Jリーグ・ヴィッセル神戸会長、日本プロ野球オーナー会議議長、東京フィルハーモニー交響楽団理事長、東京オリンピック・パラリンピック競技大会組織委員会顧問等も務める。

## 人物像

### 略歴
一橋大学商学部卒業。ハーバード大学経営大学院修了。
一橋大では金融論が専門の花輪俊哉教授のゼミナールに所属した。卒業論文は「企業の資金調達と資本の最適構成」。卒業後、日本興業銀行（現みずほ銀行）に入行。1993年にハーバード大でMBAを取得して帰国。1995年に興銀を退社し、楽天を創業し会長に就任した。起業を決意したきっかけの一つは阪神・淡路大震災で親戚を亡くした事であるという。

### 系譜
父は日本金融学会会長も務めた三木谷良一神戸大学名誉教授。内祖母の先祖に徳川家康側近徳川四天王の一人である本多忠勝がおり、山崎藩主を務めた本多忠明は高祖父にあたると、NHKの番組で紹介された。さらに遠縁関係を辿ると三菱商事社員で東洋商事社長を務めた外祖父の浦島秀雄のいとこに、ミノルタカメラ創業者田嶋一雄がいる。楽天ヴィッセル神戸取締役副会長で兵庫県サッカー協会会長の三木谷研一は2歳上の兄。4歳上の姉は医師。

### 資産
現在、旧松濤幼稚園の跡地に居宅を構えている。2008年にはフォーブス誌の日本人富豪ランキング8位にランクイン、38億ドル（約4000億円）保有していると報じられ、2009年には36億ドル（約3384億円）で7位にランクイン、2010年には47億ドル（約4288億円）で6位にランクイン、2011年には56億ドル（約4648億円）で5位にランクイン、2015年には68億ドル（約1兆400億円）で3位にランクイン（なお、楽天での役員報酬は2010年12月期現在で1億円強。内訳は基本報酬7千万円、ストックオプション900万円、賞与2700万円）。
テーマパーク「ユニバーサル・スタジオ・ジャパン（ＵＳＪ）」（大阪市）に隣接する「ザパークフロントホテル」（５９８室）は、三木谷個人の所有のホテル。

### 慈善活動
2011年、東日本大震災に際し、個人として10億円強の寄付を行い、会社からも3億円の寄付を行った。2014年にはフォーブスでアジアの慈善事業家として日本人では3人、福武總一郎、花沢菊香とともに選ばれた。
2015年、京都大学iPS細胞研究所の基金に、セールスフォース・ドットコム（現・セールスフォース）創業者のマーク・ベニオフとともに、それぞれ2億5000万円、計5億円を寄付。2016年の熊本地震では3000万円を寄付し、楽天グループからも3000万円相当を拠出した。
2020年には新型コロナウイルス感染症の世界的流行を受け、郷里神戸市が設立したこうべ医療者応援ファンドに1億円を寄付し、代理として神戸市役所を訪れた三木谷の母親に対して感謝状が授与された。また、大阪府に対しては、個人所有のザ パーク フロント ホテル アット ユニバーサル・スタジオ・ジャパンを感染者受け入れ施設として無償提供した。
2021年、9000万円を寄付し、フルブライト・プログラムに参加した日本人支援のためのフルブライト・三木谷記念奨学金を設立し、ジョセフ・ヤング駐日アメリカ合衆国大使館臨時代理大使とともに発表を行った。
2021年12月25日、公益のために多額の私財を寄附したとして、紺綬褒章に付する飾版並びに賞杯を授かる。2022年1月7日の官報に掲載された。
2022年2月24日ロシアのウクライナに侵攻後の同月27日、ウクライナ政府へ10億円の寄付を発表。

## 経歴
1965年3月11日、神戸市の経済的に裕福な家庭に生まれる。6歳まで神戸市垂水区にあった神戸商科大学職員住宅に居住した。7歳の時に父がイェール大学研究員に就任したため家族で渡米、アメリカで2年余り過ごしたのち、帰国しアメリカ合衆国の小学校から明石市立松が丘小学校へ転入。
1977年、岡山県の岡山白陵中学校に入学、実家から離れ寮生活を送った。その後、スパルタ教育のためノイローゼにかかり、2年生の6月に退学。実家に戻り近所の明石市立朝霧中学校へと転校した。三木谷は後に、この経験をバネにして奮起したと述懐している。
1980年、明石市立朝霧中学校卒業、兵庫県立明石高等学校入学。高校時代はテニスのジュニア関西ベスト16。学校法人予備校神戸セミナー経営者であった村上雄藏の英語塾に在籍。1983年に兵庫県立明石高等学校卒業。小・中・高校時代の同級生に元プロ野球選手の栗田聡（1986年のプロ野球ドラフト会議で広島東洋カープから1位指名）がいる。卒業後は1年間の浪人生活を送った。
1984年、一橋大学商学部入学。花輪俊哉ゼミナール所属。体育会テニス部主将。テニス部の1年先輩に漫画家の吉住渉、1年後輩に元インデックス（旧法人）社長の小川善美がいる。大学同期の小野日子外務報道官とも親しい。2018年に提携を結んだウォルマートの日本法人CEO上垣内猛は大学の1年先輩。
1988年、一橋大学商学部を卒業し、当時の日本興業銀行（現みずほ銀行）に入行。名古屋支店を経て、本店外国為替部配属。同期入行の石原宏高とは今でも親友にあたる。楽天CFOを務めた高山健全日本柔道連盟事務局長も同期入行。1年後輩には木原正裕みずほフィナンシャルグループ社長がいた。
銀行でもテニス部に所属し、銀行対抗戦では後に頭取になった黒澤洋とダブルスを組んだ。
1991年、銀行の1年後輩と結婚。同期で初めてハーバード大学に留学。滞米生活で起業家への夢が芽生えた。1993年にはMBA取得。企業金融開発部で国際的なM&Aの斡旋を担当し、孫正義（ソフトバンク）、増田宗昭（TSUTAYA）などが顧客であった。1995年1月17日、阪神・淡路大震災で故郷の神戸が瓦礫の山と化し、敬愛していた叔父叔母を失ったことが人生観に大きな影響を与えた。間もなく起業を決意。
11月、日本興業銀行を退職、コンサルティング会社のクリムゾングループを設立。慶大院卒の新卒者だった本城愼之介と2人だけの起業であった。1996年2月、株式会社クリムゾングループ代表取締役社長。1997年2月7日、クリムゾングループで稼いだ6000万円を元手に、株式会社エム・ディー・エム（現楽天グループ）を設立。
2002年、アメリカの経済誌『フォーチュン誌』の若手富豪ランキング6位に選ばれる。この当時から3000億円近い資産を有していた。5月、株式会社ネクスト取締役。6月26日、カルチュア・コンビニエンス・クラブ取締役。8月、楽天トラベル株式会社代表取締役。
2003年、「神戸に社会貢献したい」と、発足当時から赤字が続くJリーグ・ヴィッセル神戸を、クリムゾングループを通じて買収し、プロスポーツチームのオーナーとなった。ディーエルジェイディレクト・エスエフジー証券（現楽天証券）会長。10月、マイトリップ・ネット株式会社（後に楽天トラベルに吸収合併） 会長。
2004年、日本イノベーター大賞受賞。1月、株式会社クリムゾンフットボールクラブ代表取締役。9月、株式会社あおぞらカード（現楽天カード株式会社）代表取締役会長。ライブドアに続いて、プロ野球への新規参入を意思表明する。株式会社楽天野球団（球団名は東北楽天ゴールデンイーグルス）を設立し、本拠地を仙台市に置くことを決める。11月2日、プロ野球オーナー会議の最終審査でライブドアとの競争に勝ち、楽天野球団の参入が正式承認されプロ野球球団のオーナーとなった。プロ野球とJリーグのオーナーを務めたのは三木谷が初である。
2005年6月、国内信販株式会社（現KCカード株式会社）会長。10月、経済産業省産業構造審議会商務情報政策基本問題小委員会委員。 11月、東京オリンピック基本構想懇談会委員。
2006年3月、楽天ブックス会長。4月、株式会社クリムゾンフットボールクラブ代表取締役会長。9月、楽天証券ホールディングス株式会社 会長。
2007年8月10日、楽天が傘下に収めることとなったフュージョン・コミュニケーションズ代表取締役社長兼執行責任者に就任した。11月1日、フュージョン・コミュニケーションズ代表取締役会長となる。
2008年、フォーブス誌の日本人富豪ランキング8位にランクイン、38億ドル(約4000億円)保有していると報じられた。1月1日付けで球団オーナー職を退き、株式会社楽天野球団代表取締役会長に就任した。ヴィッセル神戸のオーナーは継続している。6月25日、楽天KC取締役。9月29日、イーバンク銀行（現楽天銀行）株式会社取締役会長に就任する。
2009年、フォーブス誌の日本人富豪ランキング7位にランクイン、36億ドル(約3384億円)保有していると報じられた。2月、厚生労働省医薬品新販売制度の円滑施行に関する検討会委員。財団法人東京フィルハーモニー交響楽団の理事に就任。10月15日、日本ソムリエ協会からソムリエ・ドヌール（名誉ソムリエ）の認定を受ける。
2010年、フォーブス誌の日本人富豪ランキング6位にランクイン、47億ドル(約4277億円)保有していると報じられた。1月21日、ビットワレット株式会社代表取締役社長就任。2月、一般社団法人eビジネス推進連合会会長。7月、企業家大賞受賞。8月、ビットワレット株式会社代表取締役会長に就任する。
2011年3月、東日本大震災発生時、三木谷自身が阪神・淡路大震災の影響を受けた経緯から推定10億円もの義援金を寄付したと報じられた。6月、日本経団連を脱退。10月、財団法人東京フィルハーモニー交響楽団理事長。
2012年、ハーバード大学経営大学院卒業生功績賞（HBS Alumni Achievement Award）受賞（史上最年少）。1月、コボ社取締役に就任。6月、一般社団法人新経済連盟代表理事。7月、公益社団法人経済同友会教育改革による国際競争力強化プロジェクト・チーム委員長。8月1日付で東北楽天ゴールデンイーグルス球団代表取締役会長から代表取締役会長兼オーナーへ再就任。
2013年1月、内閣日本経済再生本部産業競争力会議メンバー（第2次安倍内閣）
2014年、フォーブスでアジアの慈善事業家として日本人では3人、福武總一郎、花沢菊香とともに選ばれる。1月、フランス共和国外務省で鈴木庸一駐仏大使らが列席する中ローラン・ファビウス外務大臣よりレジオンドヌール勲章シュバリエを受けた。2月、文部科学省英語教育の在り方に関する有識者会議委員。6月、公益財団法人東京オリンピック・パラリンピック競技大会組織委員会顧問。12月、経済界大賞受賞。
2015年3月、Lyft, Inc. Director。
2016年8月、Aspyrian Therapeutics, Inc. Chairman & Director。
2017年2月、Aspyrian Therapeutics, Inc.取締役会長。9月、ジェネシスヘルスケア取締役。11月、アンリルクセンブルク大公よりメリット勲章を受けた。
2018年1月、楽天モバイルネットワーク代表取締役会長。6月、紺綬褒章受章。11月、Rakuten Aspyrian, Inc. Chairman & CEO
2019年、日本プロ野球オーナー会議議長。11月、ベストドレッサー賞受賞。
2020年1月、楽天モバイル代表取締役会長兼CEO。2021年9月、デジタル庁デジタル社会構想会議委員。
2022年1月、楽天シンフォニー代表取締役会長、4月、楽天銀行取締役会長、6月、楽天ペイメント取締役会長、7月、楽天インシュアランスホールディングス取締役会長。

### TBS問題
楽天が東京放送 を実質的に買収しようとした問題について、三木谷はあくまでも株式買い増しを進め、自身のTBS役員就任を求める姿勢を崩していなかった。既にプロ野球団を保有している楽天がTBSを実質買収した場合、TBSがオーナーとなっている横浜ベイスターズをどうするかという問題が生じるが、三木谷は「その場合はTBSに横浜球団を売却させる」という姿勢を示していた。結局は東京放送が買収不可能な放送持株会社（あわせて東京放送ホールディングスに商号変更）に移行したために、楽天は「反対株主の株式買取請求権」を行使して全株式を売却することで決着している。

### その他
東谷義和、通称「ガーシー」と呼ばれる元YouTuberと対立対決関係にある。詐欺行為により逃亡先のドバイからYouTubeなどを中心に自らのチャンネルで配信を行っており、芸能人その他著名人に対して様様な「暴露」を行っている人物。2022年7月26日から日本国の参議院議員。東谷は三木谷が安倍晋三が亡くなった際にツイッターで「金曜日に米国から東京への帰国フライト中、安倍元総理が銃撃にあい、最終的に残念ながら亡くなられたという知らせを受けました。帰国後の土曜日は本当に悲しく何も手につかず自宅でぼんやりとしておりました」と投稿した日に「札幌の店でパーティーをして、呼んだ風俗嬢をお持ち帰りしようとしていた」と告発するなど三木谷に対決姿勢を示していた。その間、YouTubeやTwitter上での活動が停止になった。

## 栄典
- ウクライナ: 功労勲章Ⅲ号- （2022年8月23日）

## テレビ出演
- 日経スペシャル カンブリア宮殿 （テレビ東京）
  - 「仕事は人生最大の遊びだ」（2007年12月10日）- 楽天 代表取締役会長兼社長として出演[74]。
  - 新春スペシャル アジア大攻略2013 ここを奪わずして、世界は獲れない！（2013年1月10日）- 楽天 社長として出演[75]。

## 書籍
著書
- 『成功のコンセプト』（2007年10月10日、幻冬舎）ISBN 9784344013926
  - 『成功のコンセプト』（2009年12月3日、幻冬舎 幻冬舎文庫）ISBN 9784344414006
- 『成功の法則92ケ条』（2009年6月26日、幻冬舎）ISBN 9784344016897
  - 『成功の法則92ケ条』（2012年8月2日、幻冬舎 幻冬舎文庫）ISBN 9784344419056
- 『たかが英語！』（2012年6月29日、講談社）ISBN 9784062177634
- 『楽天流』（2014年10月8日、講談社）ISBN 9784062192064
- 『未来力 「10年後の世界」を読み解く51の思考法』（2023年1月11日、文藝春秋）ISBN 9784163916477
- 『成功の法則100ヶ条』（2024年5月22日、幻冬舎）ISBN 9784344042483

監修
- 『楽天市場直伝 EC商売繁盛60の秘訣』（編者:楽天大学）（2001年6月11日、インプレス）ISBN 9784844315131
- 『楽天市場公式 ネットショップの教科書』（2007年9月10日、インプレス）ISBN 9784844324607
- 『角川インターネット講座9 ヒューマン・コマース グローバル化するビジネスと消費者』（2014年10月23日、KADOKAWA）ISBN 9784046538895
- 『突き抜けろ 三木谷浩史と楽天、25年の軌跡』（2022年12月23日、幻冬舎）ISBN 9784344039032

共著
- 『競争力』（共著者:三木谷良一）（2013年9月5日、講談社）ISBN 9784062186520

マンガ
- 『まんがでわかる 楽天と起業家 三木谷浩史』（シナリオ:星野卓也、まんが:あおやぎ孝夫、監修:楽天株式会社）（2018年3月2日、小学館）ISBN 9784093886093